# Symfonie nr. 16 (Mjaskovski)
De Russische componist Nikolaj Mjaskovski schreef zijn Symfonie nr. 16 in F-majeur in 1935-1936.
Doordat het derde deel een grote treurmars is - naar aanleiding van de vliegramp met de Tupolev "Maksim Gorki" die op 18 mei 1935 op Moskou neerkwam - is er een gelijkenis met de 3e symfonie (Eroïca) van Ludwig van Beethoven. Daardoor heeft dit werk de bijnaam Sovjet-Eroïca of ook wel Luchtvaart-symfonie.
Mjaskovski was niet tevreden over zijn relatief optimistische en lyrische 15e symfonie. "Dit is niet het idoom dat ik zoek", schreef hij in zijn dagboek, "en ik heb er geen recept voor". In de 16e kwam hij dichter bij zijn ideaal, al was hij nog steeds niet tevreden. Zijn boezemvriend Prokofjev schatte deze symfonie zeer hoog. Het publiek, dat de 15e warm had begroet, was bij de première op 24 oktober 1936 in Moskou al even enthousiast over nummer 16. Dirigent was de Hongaar Eugen Szenkar.
Het eerste deel gaat energiek van start met een dwingend, martiaal en ritmisch markant openingsthema, dat even later zijn tegenhanger krijgt in een warm en lyrisch tweede thema. In het daarop volgende, elegante en voor Mjaskovski's doen kleurrijk geïnstrumenteerde Andantino worden flarden Russische dans- en volksmuziek gebruikt. Het derde deel is een indrukwekkende treurmars in een gematigd tempo. De finale is gebaseerd op het vliegenierslied De vliegtuigen vliegen aan de hemel, dat Mjaskovski gecomponeerd had voor massale koorzang en dat begint met de woorden "Opdat ons land moge bloeien". Hiermee wordt geheel voldaan aan het recept van Beethoven, waarbij een symfonie - na strijd, rustpunt en rouw - uitloopt op een triomf.

## Delen
1. Allegro vivace
2. Andantino e simplice
3. Sostenuto. Andante marciale, ma sostenuto
4. Tempo precedente. Allegro ma non troppo

## Discografie
- Staats Symfonieorkest van de Sovjet-Unie o.l.v. Konstantin Ivanov (LP Melodiya D 09415-6 / Classic Editions CE 3005)
- Academisch Symfonieorkest van de Russische Federatie o.l.v. Jevgeni Svetlanov (Russian Disc RDCD 00662 / Warner 2564 69689-8 / Alto ALC 1022)

Symfonie nr. 1 · 2 · 3 · 4 · 5 · 6 · 7 · 8 · 9 · 10 · 11 · 12 · 13 · 14 · 15 · 16 · 17 · 18 · 19 · 20 · 21 · 22 · 23 · 24 · 25 · 26 · 27